# Heute Ruhetag
Heute Ruhetag ist ein für das Fernsehen der DDR produzierter Schwank von Regisseur Peter Hill aus dem Jahr 1976. In den Hauptrollen des Lustspiels agieren Rolf Herricht und Ingeborg Krabbe.

## Handlung
Ilse Meißner, Inhaberin des Ausflugslokals „Schöne Aussicht“, führt ein strenges Regime in ihrem Betrieb. Nur so kann sie die viele Arbeit schaffen, denn das Lokal, in dem auch Pensionsgäste aufgenommen werden, ist fast immer ausgebucht. Nun kommt auch noch ein Reisebüro auf sie zu, dass ihr einen Vertrag anbietet. Ilse ist daran überhaupt nicht interessiert, weil ihr ihre Stammgäste lieber sind als alle 14 Tage neue Urlauber im Haus. Ihr Koch Paul und Serviererin Annette sind zwar anderer Meinung, weil sich der Fortschritt nicht aufhalten lässt, doch Annette hat ihre eigenen Sorgen. Ursprünglich sollte sie als Schwiegertochter die Wirtschaft mit übernehmen, doch zwischen ihr und Ilses Sohn Thomas, der noch studiert, ist die Liebe erloschen. Nun hat sie sich in einen anderen Mann verliebt und will deshalb kündigen, was ihr Ilse übel nimmt. Auch Koch Paul ist nicht wirklich froh gelaunt, denn die Arbeit wächst ihm allmählich über den Kopf. Als Ilse ihre Sorgen dem Stammgast Nikolaus Plaschke anvertraut, der heimlich in sie verliebt ist, bietet er ihr sofort seine Hilfe an. Er will sich darum kümmern, dass der Vertreter des Reisebüros, der sich für den heutigen Tag angekündigt hat, um das Lokal zu besichtigen, keinen guten Eindruck haben wird und Ilse deshalb auch keine Reisegäste aufnehmen muss. Ilse geht das zwar eigentlich gegen ihre Wirtsehre, doch lässt sie Plaschke am Ende gewähren. Der setzt sofort alles daran, dass nur noch schmutzige und kaputte Tischdecken aufgelegt werden, die Tische wackeln und auch sonst alles etwas schmuddelig aussieht. Da gerade das „Heute Ruhetag“-Schild an der Eingangstür der Gaststätte hängt und keine anderen Gäste zu erwarten sind, dürfte diese kurzfristige Negativverwandlung niemandem auffallen. Plaschke will zur Sicherheit aber noch mit Ilse üben, denn ein Gast ist ein Mensch der stört und genauso müsste sie den Vertreter behandeln, wenn er eintrifft. Doch trifft nicht der Vertreter ein, sondern Lutz Bachmann, ein Inspektor der Hygiene, was nun zu einer fatalen Verwechslung führt. Nicht nur Plaschke und Ilse, sondern auch ein paar der eingeweihtern Gäste benehmen sich derart unmöglich, dass es sie wundert, dass ihr Gast nicht sofort die Fluch ergreift. Er muss sogar in der „Schönen Aussicht“ übernachten.
Nachdem Ilse zufällig erfährt, dass eine Hygieneinspektion ins Haus steht, geben sich alle die größte Mühe wieder alles ordentlich herzurichten. Parallel soll aber Lutz Bachmann den schlechten Eindruck behalten, den er bereits erhalten hat. Erst jetzt bemerkt Ilse den großen Irrtum und hat möglicherweise Glück, denn Lutz Bachmann ist Annettes neuer Freund, was die Situation retten könnte. Doch hat Bachmann zufällig erfahren, dass Annette mit Ilses Sohn Thomas verlobt wäre und zieht sich verärgert in sein Zimmer zurück. Erst als er von Thomas, der zwischenzeitlich angereist ist, persönlich aufgeklärt wird, dass dieser eine ganz andere Frau liebt und auch Annette ihm die Hintergründe ihrer Aktion verrät, zeigt er sich versöhnt, kann aber Konsequenzen für das Lokal nicht ausschließen. Doch stellt sich nun heraus, dass die Vertreterin des Reisebüros Thomas neue Freundin Katja ist und er den Deal eingefädelt hatte, den Ilse nun wohl oder übel zustimmen muss, denn Katja will dafür sorgen, dass das Reisebüro die festgestellten Mängel schnellstens abgestellt und die Hygiene dann keinerlei Gründe mehr hat das Lokal zu schließen. Ilse muss allerdings von ihrem Sohn hören, dass er ein ganz anders Studium eingeschlagen hat und kein Wirt werden will. Zu ihrem Trost steht ihr aber Plaschke zur Seite der zu ihr ziehen und mit ihr die Wirtschaft gemeinsam weiterführen will.

## Produktion
Der Film erlebte am 16. August 1976 im 1. Programm des Fernsehens der DDR seine Erstausstrahlung. Im September 2016 kam der Film bei Icestorm im Rahmen der Reihe DDR TV-Archiv auf DVD heraus.